# Die Galoschen des Glücks (1986)
Die Galoschen des Glücks (Originaltitel: Galoše šťastia) ist ein Märchenfilm von Juraj Herz aus dem Jahr 1986, der auf dem gleichnamigen Märchen von Hans Christian Andersen basiert. Am 5. Oktober 1986 wurde der von Slovenská Filmová Tvorba (Bratislava-Koliba), Omnia Filmexport GmbH (München) und MR-Film GmbH (Wien) produzierte Film im ZDF erstgesendet. In der DDR erschien der Film ein Jahr später, am 25. Dezember 1987, im Kino.

## Handlung
Die Glücksfee hat Geburtstag und möchte den Menschen deshalb ein besonderes Geschenk machen. Sie sinnt lange darüber nach, was sie sich ausdenken sollte und verzaubert letztendlich zwei Galoschen, die demjenigen, der sie trägt jeden Wunsch erfüllt. Ihre Freundin, Frau Sorge, hat Bedenken, da ihrer Meinung und Erfahrung nach der Mensch nicht zum ewigen Glücklichsein taugen würde. Hätte sich ein Wunsch erfüllt, würde es ihm bereits nach einem neuen verlangen.
Ein geeigneter Glückskandidat scheint ein Student zu sein, der gern auf einen Ball gehen würde, doch keine Einladung dazu besitzt. Eine Lernfee bemerkt das Verlangen des Studenten, in den sie heimlich verliebt ist, und stellt ihm die Galoschen zurecht. Doch nicht er findet sie, sondern der Herr Schulrat. Er zieht die Schuhe an und gerät auf seinem Heimweg vom Ball in eine Kaschemme, wo sein Erscheinen Verwunderung auslöst. Als er sich auch noch eine Zigarre anzünden will, was in diesen niederen Kreisen nicht üblich ist, wird er als „Satan“ angesehen und ins Gefängnis gesteckt. Da er nicht weiß, dass er verzauberte Galoschen trägt, kommt er gar nicht auf die Idee sich etwas zu wünschen. Und so kann ihm auch kein Wunsch erfüllt werden. Zu guter Letzt, werden ihm die Galoschen sogar abgenommen und sie geraten in die Hände eines Laternenanzünders, der sich wünscht einmal an der Stelle eines solchen hohen Herrn zu sein. Ehe er sich versieht ist er ein junger Leutnant, der nun allerdings ermahnt wird, seinen Pflichten nachzukommen. Da er auf dem Ball am Spieltisch sein ganzes Vermögen verloren hat, soll er sich erschießen, wie das ein Ehrenmann zu tun hätte. Da wünscht er sich sehnlichst nur ein armer Laternenanzünder zu sein, der solche Sorgen nicht hat. Kurzerhand ist er wieder der, der er vorher war. Nur ist er total erschöpft und wünscht sich endlich mal schlafen zu können wie ein Toter. Das wird ihm erfüllt und er fällt in einen todesähnlichen Schlaf, was den Wissenschaftlern Rätseln aufgibt und sie ihn den Medizinstudenten in einer Vorlesung vorführen. Denen fallen die Galoschen auf, die der „Tote“ noch immer an den Füßen trägt. Als ihm diese abgenommen werden, erwacht er urplötzlich aus seinem Schlaf (siehe Anatomisches Theater).
So gelangen die Zaubergaloschen an den Assistenten des Arztes, der gerade auf dem Weg in die Oper ist. Dort angekommen trifft er seinen Chef, der ihn ohne ersichtlichen Grund maßregelt. So wünscht er sich einen Bart zu haben wie dieser, der ihm seiner Ansicht nach mehr Autorität bringen würde. Urplötzlich wächst ihm ein Bart, der sogar viel üppiger ist, als der des Arztes. Voller Ehrfurcht der Angestellten, wird er in der Oper nun bevorzugt behandelt und ganz in der ersten Reihe untergebracht, wo ihm allerdings das Orchester viel zu laut ist. Er flüchtet aus der Situation und gelangt mitten in das Operngeschehen, wo er sich so gut es geht versucht einzufügen, um nicht aufzufallen. Bei dem Versuch, die Opernbühne zu verlassen, gerät er allerdings noch viel tiefer in die Kulissen und wünscht sich nichts sehnlicher, als nicht so allein zu sein. Kurzerhand erscheinen alle Mitwirkenden der Oper und das Bühnenbild gerät völlig aus dem Plan. Vor lauter Durcheinander wünscht er sich in einem Dampfbad zu sein, was sich sofort erfüllt und er sich sehr darüber wundert. Der Bademeister will die Eintrittskarte sehen und da der Assistent nur eine Opernkarte bei sich hat, muss er das Bad verlassen und wird für verrückt gehalten, weil er wähnt immer noch in dem Konzerthaus zu sein. So wird er zu einem Irrenarzt gebracht und wünscht sich daher einfach nur normal zu sein und als ihm die Galoschen von den Füßen rutschen, ist er wieder ganz er selbst. Der Amtsschreiber des Arztes zieht sich die Schuhe an und da ihm seine Arbeit zu öde ist, wünscht er sich ein Vogel zu sein, was sich sofort erfüllt und er als ein Papagei aus dem Fenster fliegt. Verwundert versucht er in seine Amtsstube zurückzukommen. Da er zu einem anderen Papagei in einen Käfig gesetzt wird und dieser ständig plappert ein Mensch sein zu wollen, spricht er die Worte nach und beide werden in Menschen verwandelt.
Die Feen sind stets in der Nähe der Benutzer der Galoschen, und die Lernfee ist nach wie vor bemüht, die Galoschen des Glücks dem armen Studenten zukommen zu lassen. Sie schafft dies nach langem Bemühen, und der Student, der sich sowieso gern in seinen Traumwelten aufhält, ist gar nicht weiter verwundert, als er sich in einem Schloss voller märchenhafter Wesen wiederfindet, wohin er sich unbewusst gewünscht hat (hierbei finden sich auffällig viele Figuren von Andersens Märchen wie Die Schneekönigin mit Gerada und Kay, Der standhafte Zinnsoldat, der Kaiser ohne Kleider, Das kleine Mädchen mit den Schwefelhölzern und Ole Lukøje, das kleine Männchen mit zwei Regenschirmen). Er genießt seinen Traum und versucht nun seine Prinzessin, von der er seit langem träumt, für sich zu gewinnen. Der Student wird bereits als Heiratskandidat für die Töchter des Schlosses erwartet, allerdings soll er (wie der Protagonist in Andersens Der Reisekamerad) zuvor seine Eignung beweisen und Rätsel lösen, was bei Nichtbeantwortung die Todesstrafe zur Folge hätte. Mit Bravour löst er die ersten zwei Fragen, doch scheitert er an der dritten. Im Kerker erwartet ihn der Scharfrichter. Als er sich der letzten Frage entsprechend das tiefste Schlafmittel wünscht, fällt er in einen todesähnlichen Schlaf und entgeht der Hinrichtung. Die Lernfee kann den Studenten erwecken, indem sie ihm die Galoschen auszieht. Er verliebt sich auf den ersten Blick in die hübsche junge Fee, und sie verspricht, für immer zu ihm ins Menschenreich zu kommen. Die Glücksfee nimmt daraufhin die Galoschen an sich und verschwindet zusammen mit Frau Sorge.

## Synchronisation
Es existieren zwei deutsche Synchronfassungen, eine für die BRD und eine für die DDR. Die West-Fassung entstand bei der Beta-Technik Gesellschaft für Filmbearbeitung mbH, München. Das Dialogbuch und die Dialogregie schrieb und führte Werner Uschkurat. Die Ost-Fassung entstand im DEFA Studio für Synchronisation, Ost-Berlin. Heike Schirrmeier schrieb das Dialogbuch und Hasso Zorn führte Regie.
| Rolle               | Darsteller              | Synchronsprecher (BRD 1986) | Synchronsprecher (DDR 1987) |
| ------------------- | ----------------------- | --------------------------- | --------------------------- |
| Glücksfee/Sorgenfee | Jana Brejchová          | Dagmar Heller               | Jessy Rameik                |
| Mina/Lernfee        | Tereza Pokorná          | Michaela Geuer              | Juana von Jascheroff        |
| Schulrat            | José Luis López Vázquez | Alf Marholm                 | Hans-Joachim Hanisch        |
| Assistenzarzt       | Towje Kleiner           | Towje Kleiner               | Michael Narloch             |
| Student             | Marek Brodský           | Michael Roll                | Rainer Doering              |
| Kutscher            | Vlado Müller            | Herbert Weicker             | Horst Lampe                 |
| Junger Leutnant     | Jan Hrušínský           | ?                           | Dieter Memel                |
| Major               | Andrej Hryc             | Alexander Allerson          | ?                           |
| Professor           | Jiři Plescot            | Manfred Lichtenfeld         | ?                           |
| Senator             | Dušan Blaškovič         | Gernot Duda                 | ?                           |

## Kritik
Das Lexikon des internationalen Films beschrieb das Werk als „aufwendige, mit Humor, Spannung und leichter Ironie gewürzte Verfilmung eines Andersen-Märchens, deren phantastisch-poetische Note Vergnügen bereitet.“